# Liv, død og svømmekurser
|  | Denne artikel er oprettet af botten Steenthbot ud fra en ekstern database. Den kan derfor have sproglige fejl eller mangler. Denne skabelon kan fjernes efter kontrol af indholdet. |

Liv, død og svømmekurser er en dansk oplysningsfilm fra 2015 instrueret af Simon Fals og Eigil Johannisson.

## Handling
Robert er en ung fisker. Han bor på en lille ø i Afrikas største sø, Victoriasøen. Her lever han omgivet af vand, men han kan ikke svømme. Det kan de færreste af øens 170 beboere, der ligesom Robert er fiskere. Vejrforholdene er på få år blevet mere utilregnelige. Derfor er faren for at drukne stor, når fiskerne sejler ud i deres små både.